# (1767) Lampland
(1767) Lampland ist ein Hauptgürtelasteroid. Er wurde am 7. September 1962 am Goethe-Link-Observatorium bei Brooklyn (Indiana) im Rahmen des Indiana Asteroid Program der Indiana University entdeckt.
Der Asteroid wurde Carl Otto Lampland (1873–1951), einem US-amerikanischen Astronom und Professor zu Ehren, benannt.